# 沪苏通长江公铁大桥
沪苏通长江公铁大桥是一座公路铁路两用长江大桥，位于长江江苏段，连接南通市（通州区）和苏州市（张家港市），为沪苏通铁路、通苏嘉甬铁路和通錫高速公路的共用过江通道。桥位距上游的江阴长江大桥约45公里，距下游的苏通长江公路大桥约40公里。
大桥建设时工程名为沪通长江大桥，设计单位是中铁大桥勘测设计院集团有限公司；施工单位为中铁大桥局和中交二航局。工程于2014年3月1日开工，工期65個月；2019年9月20日，大桥合龙；2020年7月1日开通运营。
沪苏通长江公铁大桥上层为双向六车道高速公路，下层为四线铁路。沪苏通铁路在此限速160公里/小时。该桥是拥有世界第一跨度（1092米）和第一高度（325米）的公鐵兩用斜拉桥。

## 设计
桥梁采用正桥公铁合建（公路在上铁路在下分层布置；沪苏通铁路布置在长江下游侧，规划的通苏嘉甬铁路布置在长江上游侧），引桥公铁分建的形式。桥梁孔跨布置如下：
- 正桥
  - 主航道桥：142+462+1092+462+142=2300米，五跨双塔连续钢桁梁斜拉桥；
  - 跨北岸大堤：2孔112米，简支钢桁梁；
  - 天生港航道桥：141.5+336+141.8=619.3米，钢桁梁柔性拱桥；
  - 跨横港沙区段桥梁：21孔112米，简支钢桁梁；
  - 跨南岸大堤：3孔112米，简支钢桁梁；
  - 正桥钢梁范围总长5831.3米。

- 南北两岸引桥
  - 北引桥：采用主跨2×100米混凝土连续刚构及主跨67米混凝土连续梁分别跨越北岸沿江公路、老捕鱼港河和滨江公路，其他采用多孔32米为主混凝土简支箱梁。
  - 南引桥：采用主跨100米、2×90米混凝土连续刚构分别跨越沿江公路和三干河，其他采用多孔48米混凝土简支箱梁。

沪苏通长江公铁大桥入选“2022中国新时代100大建筑”名单。

## 事故
2016年3月17号，南侧主桥墩（29号）沉井下沉过程中发生倾侧事故。